# Berthaud de La Chapelle
Berthaud de la Chapelle (également dit de la Chapelle-Villard, ou de la Chapelle de Villiers), est un évêque de Chalon-sur-Saône, né à la Chapelle-Villard (Villeneuve-en-Montagne) et mort en 1333. La tradition populaire le nomme également Saint Barthaud.

## Biographie
Chanoine de Chalon en 1304, il est en 1308 procureur de l'évêque de Chalon aux états généraux de Tours. Il est ensuite évêque de Chalon-sur-Saône de 1315 à sa mort en 1333. Également, il s'implique dans la reconstruction des parties hautes de la nef de la Cathédrale Saint-Vincent en participant à leur financement en 1329.
Au moment de sa mort, il souhaite que sa dépouille repose sur ses terres à La Chapelle-Villard, lieu-dit actuellement situé dans la commune de Villeneuve-en-Montagne en Saône-et-Loire. Son gisant aujourd'hui classé MH y est toujours visible dans le transept nord de l'ancienne église.
Les moines de Saint-Pierre, en désaccord avec le lieu de sa sépulture, provoquèrent des incidents durant la procession funéraire à Chalon-sur-Saône et furent condamnés à des amendes.

## Tradition populaire
La tradition populaire le nomme Saint Barthaud bien qu'il n'ait jamais été canonisé. La légende veut que l'église qui abrite son gisant n'était pas encore construite lors de son inhumation, et fut bâtie en une nuit. Un pèlerinage thaumaturgique s'est, au cours des siècles, développé autour du gisant : les pèlerins grattaient un peu de poudre sur la statue et allaient la mélanger à l'eau de la source située en contrebas, puis la buvaient.

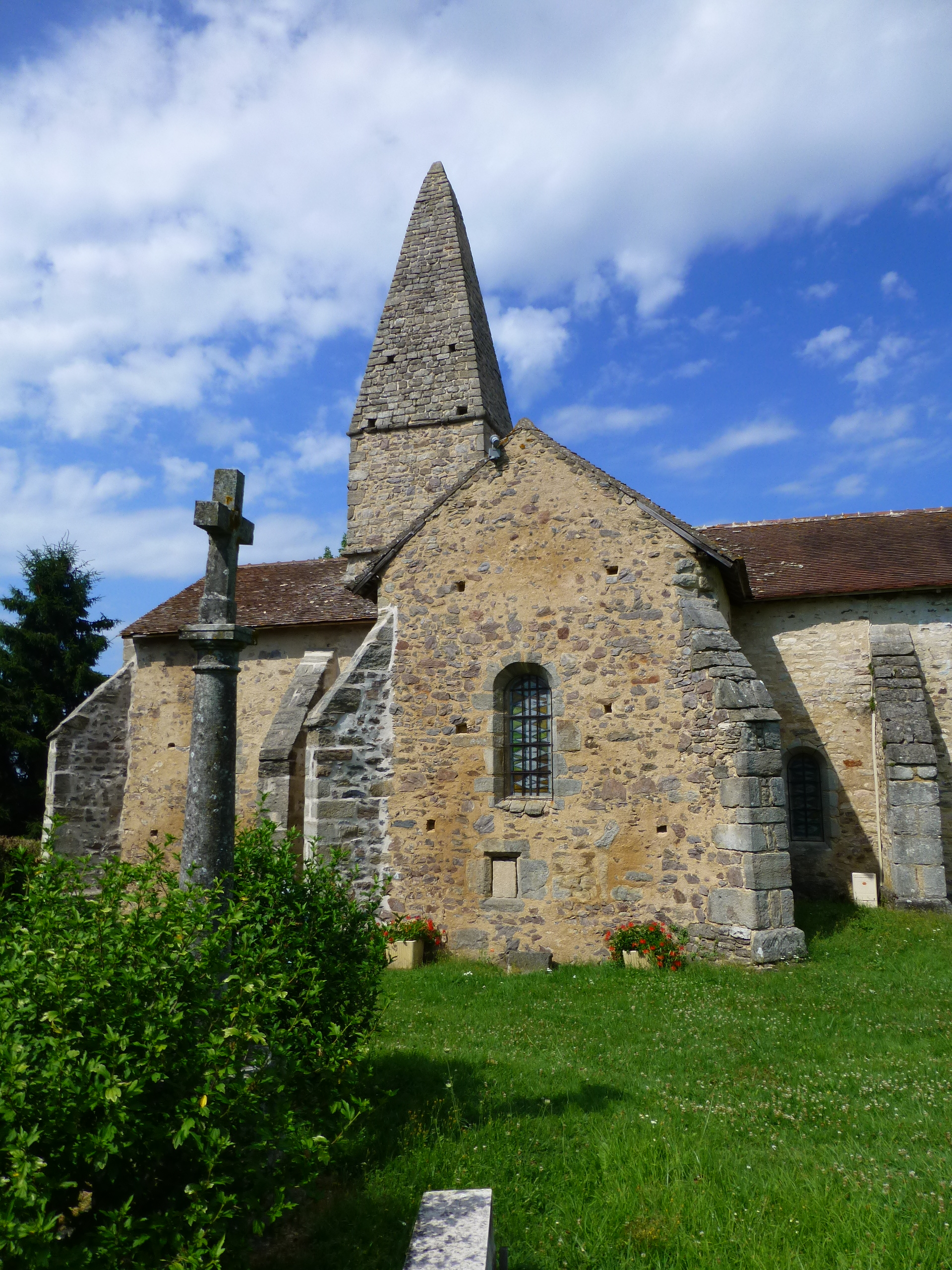
Église de la Chapelle-Villard